# 236743 Zhejiangdaxue
236743 Zhejiangdaxue è un asteroide della fascia principale. Scoperto nel 2007, presenta un'orbita caratterizzata da un semiasse maggiore pari a 2,2056988 UA e da un'eccentricità di 0,1551789, inclinata di 2,98731° rispetto all'eclittica.
L'asteroide è dedicato all'Università dello Zhejiang.